# Scambus vulgaris
Scambus vulgaris là một loài tò vò trong họ Ichneumonidae.